# Yahoo!
Yahoo! – amerykański portal internetowy posiadający wersje w kilkunastu językach. Serwis był notowany w rankingu Alexa na miejscu 12.
Główna siedziba znajduje się w Sunnyvale, w stanie Kalifornia, w USA.

## Historia
Twórcami serwisu są David Filo i Jerry Yang – doktoranci fizyki na Wydziale Inżynierii Elektrycznej Uniwersytetu w Stanford. Zaczęli swoją działalność w 1994 roku od porządkowania swoich dokumentów znalezionych w Internecie dzięki wyszukiwarce AltaVista. Wkrótce stwierdzili, że przygotowywany „domowym sposobem” katalog dokumentów internetowych jest na tyle interesującym przedsięwzięciem, aby poświęcić mu więcej czasu.
Początkowo strona nazywała się Jerry and David’s Guide to the World Wide Web. Strona internetowa stawała się coraz bardziej popularna. Po miesiącu działania miała blisko 100 000 użytkowników.
W kwietniu 1994 właściciele postanowili zmienić i uprościć nazwę portalu. Według oficjalnej wersji, podczas wertowania słownika natrafili na słowo Yahoo. Nazwa pochodzi od stworzeń przedstawionych w powieści „Podróże Guliwera” Jonathana Swifta. W książce nazwano je odrażającymi obrzydliwymi humanoidalnymi stworzeniami – „skoncentrowanym obrazem ludzkiej natury, nie uszlachetnionym przez duchowość”. Założyciele firmy nalegają na tę wersję. W oficjalnych materiałach firmy pojawia się też inna wersja: Yahoo! to skrót od słów Yet Another Hierarchical Officious Oracle.
18 stycznia 1995 roku została zarejestrowana domena yahoo.com, a 2 marca powstała firma Yahoo z siedzibą w Sunnyvale, w Dolinie Krzemowej, w Kalifornii. W sierpniu 1995 roku na portalu pojawiła się funkcja wyszukiwania Yahoo Search i możliwość zamieszczania reklam.
12 kwietnia 1996 roku Yahoo! zadebiutowało na giełdzie. 1 lutego 2008 przedsiębiorstwo Microsoft złożyło ofertę zakupu Yahoo! za 31 dolarów za udział, lub 44,6 miliardów do wszystkich akcji. Zarząd Yahoo! odrzucił ofertę 11 lutego, twierdząc że oferta jest zbyt niska. 3 maja 2008 Microsoft wycofał swoją ofertę. 13 czerwca 2008 spółka nawiązała współpracę z przedsiębiorstwem Google. Współpraca dotyczy sprzedaży reklam na stronach Yahoo!.
Według statystyk Net Applications z listopada 2012 r. Yahoo! to druga najpopularniejsza wyszukiwarka na świecie z udziałem 7,57% rynku.
25 lipca 2016 roku spółkę sprzedano firmie Verizon Communications za 4,84 mld dolarów.
Od czerwca 2017 roku powołana została przez Verizon Communications nowa spółka Oath Inc., w skład której wchodzą takie marki jak m.in.: Yahoo, AOL, tumblr, TechCrunch, engadget i wiele innych.

## Nazwa
Nazwa Yahoo! pochodzi od opisywanej w „Podróżach Guliwera” rasy ludzkiej, której charakter odpowiadał pierwotnemu charakterowi serwisu według jego twórców. Później pojawiło się rozwinięcie nazwy potraktowanej jako skrótowiec wyrażenia Yet Another Hierarchically Organized Oracle (pol. jeszcze jedna zorganizowana hierarchicznie wyrocznia) lub bardziej oficjalnie Yet Another Hierarchical Officious Oracle (pol. jeszcze jedna zhierarchizowana wyrocznia biurowa).

## Strony i portale Yahoo!
Lista stron internetowych i portali, które należą do Yahoo! Inc.: Yahoo! 360°, Yahoo! Advertising, Yahoo! Answers, Yahoo! Assistant, Yahoo! Autos, Yahoo! Avatars, Yahoo! Briefcase, Yahoo! Buzz Log, Yahoo! Developer Network, Yahoo! Directory, Yahoo! Finance, Yahoo! Gallery, Yahoo! Games, Yahoo! Geocities, Yahoo! Groups, Yahoo! HotJobs, Yahoo! Kickstart, Yahoo! Local, Yahoo! Mail, Yahoo! Maps, Yahoo! Mash, Yahoo! Messenger, Yahoo! Mobile, Yahoo! Movies, Yahoo! Music, Yahoo! News, Yahoo! OMG, Yahoo! Personals, Yahoo! Photos, Yahoo! Pipes, Yahoo! Podcasts, Yahoo! Publisher Network, Yahoo! Real Estate, Yahoo! Search, Yahoo! Search Marketing, Yahoo! Shopping, Yahoo! Small Business, Yahoo! Sports, Yahoo! Tech, Yahoo! Telemundo, Yahoo! Travel, Yahoo! TV, Yahoo! Video, Yahoo! Widgets, Yahoo! Kids, Bix, Kelkoo, del.icio.us, blo.gs, Dialpad, Flickr, upcoming.org.

## Usługi

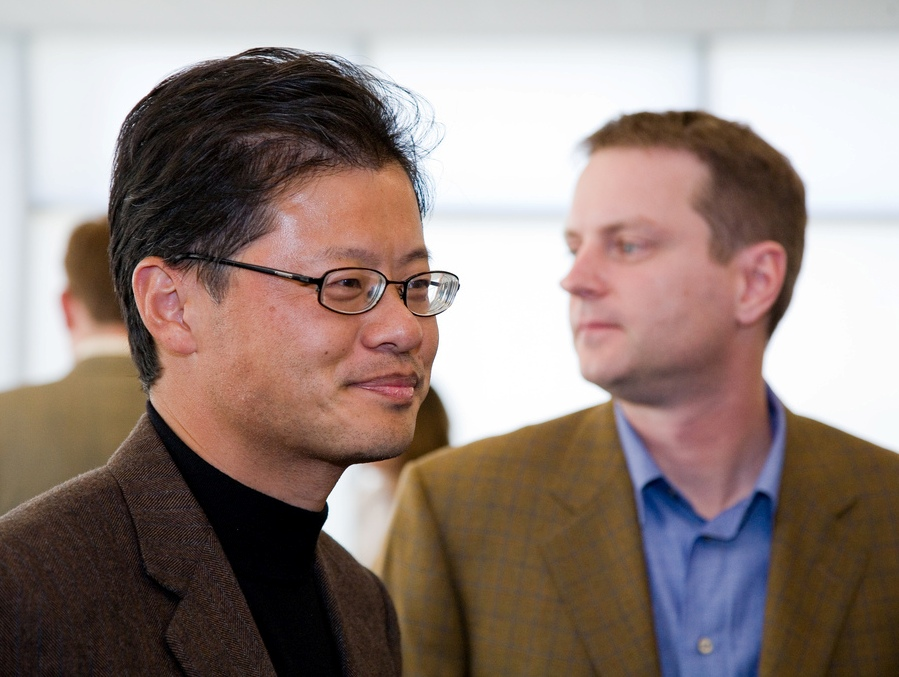
Założyciele Yahoo! Jerry Yang (po lewej) i David Filo

Obecnie Yahoo! świadczy następujące usługi internautom:
- czat
- poczta elektroniczna i komunikator internetowy,
- hosting, m.in. Geocities,
- radio internetowe,
- wyszukiwarkę i katalog internetowy,
- liczne działy informacji.
- blog

## Wersje dedykowane

### Dostępne
Witryny w różnych językach obejmują:
| - Argentyna - Austria - Brazylia - Chile - Kolumbia - Dania - Finlandia - Francja - Niemcy - Grecja | - Hongkong - Indonezja - Włochy - Japonia (Yahoo! Japan) - Korsyka - Meksyk - Holandia - Norwegia - Peru - Filipiny | - Rosja - Singapur - Hiszpania - Szwecja - Szwajcaria - Tajlandia - Tajwan - Wenezuela - Wietnam - Portoryko | zaś w języku angielskim: - Australia - Kanada - Indie - Nowa Zelandia - Wielka Brytania |

### Wycofane
- Polska (2011–2013)[12][13]

## Yahoo! a prawa człowieka
Yahoo! jest krytykowany za współpracę z rządem Chin w cenzurowaniu dostępu do Internetu oraz prześladowaniu chińskich internautów. Yahoo! przyczyniło się do aresztowania chińskiego dziennikarza Shi Tao, ujawniając jego dane personalne, czym złamało międzynarodową konwencję praw człowieka. Shi Tao został skazany na 10 lat więzienia za wysłanie do Stanów Zjednoczonych listu E-mail, który zawierał treść rozporządzenia Komunistycznej Partii Chin z instrukcją dotyczącą manipulowania mediami w czasie obchodów rocznicowych masakry na placu Tian’anmen. Druga sprawa dotyczy Li Zhi, który w 2003 roku odważył się skrytykować w sieci korupcję w Chinach, za co został skazany na 8 lat. W tym przypadku oskarżenie wysunęła organizacja Reporterzy bez Granic, której zdaniem portal internetowy doskonale wie, do czego rządowi chińskiemu służą udostępniane dane.
W reakcji na te oskarżenia, Yahoo, wraz z Microsoft i Google przedstawiły 28 października 2008 roku dokument zatytułowany „Global Network Initiative”.
Ma on istotnie przyczynić się do zmiany wizerunku tych firm w kontekście ich związków z państwami, w których łamane są prawa człowieka. Dokument wyznacza granicę między informacjami, które mogą być udostępniane władzom, a zarazem, które będą objęte klauzulą prywatności w celu lepszej ochrony prywatności i wolności słowa w sieci.